# Joodse bruiloft in Marokko
Joodse bruiloft in Marokko (Frans: Noce juive au Maroc) is een schilderij van Eugène Delacroix. Hij schilderde het in 1839 op basis van aantekeningen en schetsen die hij maakte tijdens een reis naar Marokko en Algerije een paar jaar eerder. Het is een van de bekendste voorbeelden van het oriëntalisme in de schilderkunst. Het werk maakt deel uit van de collectie van het Louvre.

## Reis naar Algerije en Marokko
In 1830 veroverden de Fransen onder koning Lodewijk Filips Algerije op het Ottomaanse Rijk. Deze ontwikkeling zorgde in buurland Marokko voor grote onrust. Sultan Moulay Abd al-Rahman stuurde zelfs zijn troepen naar Algerije. In 1832 zond Franse koning een diplomatieke missie onder leiding van Charles-Edgar de Mornay naar de sultan om deze te bewegen een vredesakkoord te sluiten. Het was in die tijd gebruikelijk om een kunstenaar mee te nemen om de gebeurtenissen in tekeningen en schilderijen vast te leggen. Waarschijnlijk raadde De Mornays maîtresse Delacroix aan, die het aanbod accepteerde en in januari 1832 aan de eerste buitenlandse reis van zijn leven begon.
Na een korte stop in Andalusië bereikten De Mornay en zijn gevolg Tanger, waar de sultan hen liet wachten voordat hij hen in maart in Meknes ontving. In Tanger maakten zij gebruik van de diensten van de Joodse vertaler Abraham Benchimol. Op 21 februari woonde Delacroix in zijn huis een bruiloft bij. Deze plechtigheid beschreef hij uitgebreid in zijn aantekenboekje:

21 février mardi,
La noce juive. Les Maures et les juifs à l’entrée les deux musiciens. Le violon. Le pouce en l’air. La main. L’archet. Le dessous de l’autre main très ombré. Clair derrière. Le haïk sur la tête transparent par endroits. (...)

(21 februari dinsdag,
De joodse bruiloft. De moren en de joden bij de ingang de twee muzikanten. De violist. De duim omhoog. De hand. De strijkstok. De onderkant van de andere hand in de schaduw. Licht erachter. De haïk op zijn hoofd op plaatsen doorschijnend. (...))
— Eugène Delacroix

Delacroix' reis naar de Maghreb is belangrijk geweest voor de ontwikkeling van de schilderkunst. De kleurrijke en bonte wereld die de schilder er leerde kennen op de pleinen en bazaars inspireerden hem om nog levendigere kleuren te gebruiken. Hierbij dienden Rubens en Rembrandt hem tot voorbeeld. Op basis van de vele schetsen die hij er maakte, kon Delacroix enkele doeken schilderen, waaronder Joodse bruiloft in Marokko, die een authentieke weergave van het leven in die tijd zijn. Hiermee leverde hij een belangrijke bijdrage aan het oriëntalisme, dat met name in Frankrijk een grote bloei zou doormaken.

## Voorstelling
Op Joodse bruiloft in Marokko schilderde Delacroix een binnenplaats waar zo'n twintig mensen zich verzameld hebben voor de feestelijkheden. Een aquarel die zich sinds 1907 in het Louvre bevindt, stond model voor deze patio. Het is onduidelijk of het hier daadwerkelijk om het huis gaat waar de bruiloft plaatsvond. Het gebruik van licht en schaduw geeft het schilderij diepte, waartoe ook de groene en rode horizontale en verticale lijnen bijdragen. De witte muur neemt een prominente plaats in op het werk. Wellicht is dit een verwijzing naar de belangrijkste afwezige: de bruid.

## Herkomst
Delacroix stelde het schilderij tentoon op de salon van 1841, waar het goed ontvangen werd. De Franse staat kocht het na afloop aan voor het Musée du Luxembourg. Later werd het overgebracht naar het Louvre.

## Afbeelding

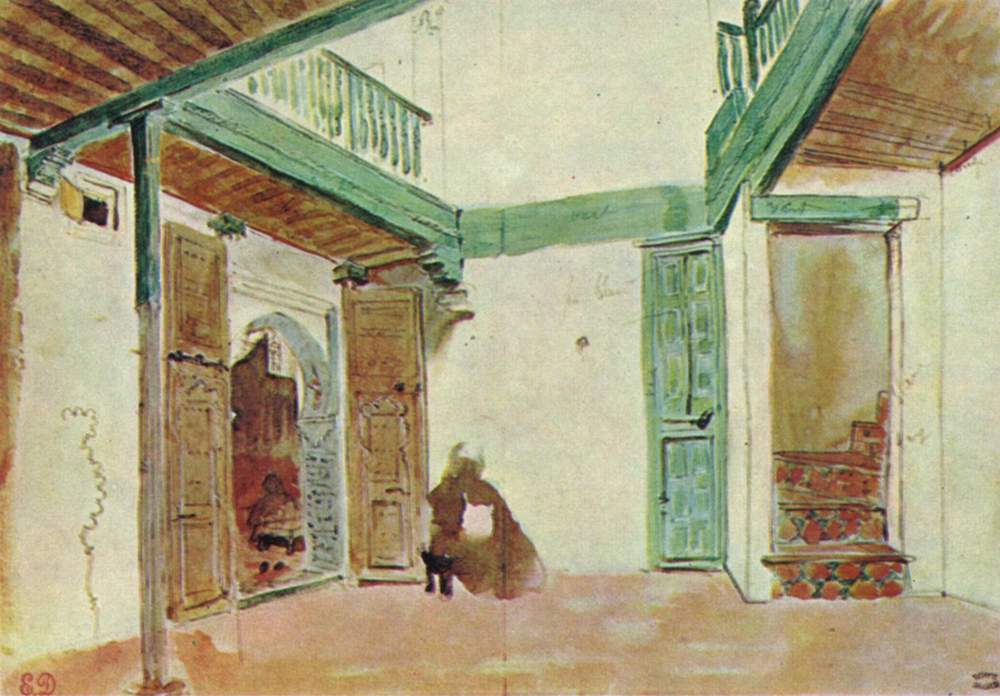
Marokkaanse binnenplaats